# 신천초등학교 여촌분교
신천초등학교 여촌분교는 대한민국 강원특별자치도 영월군 한반도면 서강로 1094 (광전리)에 있었던 공립 초등학교이다.

## 학교 연혁
- 1963.09.01 광전국민학교 여촌분실로 설립인가
- 1963.11.22 광전국민학교 여촌분교장으로 승격
- 1965.12.30 신천국민학교 여촌분교장으로 변경
- 1967.03.01 여촌국민학교로 승격
- 1995.03.01 신천국민학교로 편입
- 1996.03.01 신천초등학교 여촌분교로 개칭
- 1998.03.01 폐교(27회 309명)